# Aisai

Aisai (愛西市 Aisai-shi?) este un municipiu din Japonia, prefectura Aichi.